# Amidu Karim
Amidu Karim (ur. 1 października 1974) – sierraleoński piłkarz występujący na pozycji pomocnika.

## Kariera klubowa
Karim karierę rozpoczynał w zespole Mighty Blackpool, z którym w 1994 roku zdobył Puchar Sierra Leone. W 1994 roku przeszedł do egipskiego klubu Gomhoriat Shebin SC, w którego barwach przez trzy lata występował w pierwszej lidze egipskiej. Jego zawodnikiem był do 1997 roku. W latach 1997–2002 grał w Ghazl Suez.

## Kariera reprezentacyjna
W 1994 roku Karim został powołany do reprezentacji Sierra Leone na Puchar Narodów Afryki, zakończony przez Sierra Leone na fazie grupowej. Zagrał na nim w meczu z Zambią (0:0).
W 1996 roku Karim ponownie znalazł się w składzie na Puchar Narodów Afryki. Wystąpił na nim w spotkaniach z Burkina Faso (2:1) i Algierią (0:2), a Sierra Leone ponownie odpadło z turnieju po fazie grupowej.